# Păltinișu, Mehedinți
Păltinișu este un sat în comuna Căzănești din județul Mehedinți, Oltenia, România.